# Ishihara Hirokazu
Ishihara Hirokazu (石原 広教 Ishihara Hirokazu, sinh ngày 26 tháng 2 năm 1999) là một cầu thủ bóng đá người Nhật Bản. Anh thi đấu cho Shonan Bellmare.

## Sự nghiệp
Ishihara Hirokazu gia nhập câu lạc bộ tại J1 League Shonan Bellmare năm 2016. Ngày 5 tháng 6 năm anh ra mắt ở J.League Cup (v Vissel Kobe).